# Симо-Китадзава
Симо-Китадзава (яп. 下北沢駅 симо китадзава эки) — железнодорожная станция на линиях Инокасира и Одавара, расположенная в специальном районе Сэтагая, Токио. Станция Одакю была открыта 1 апреля 1927 года, Кэйо — 1 августа 1933 года.

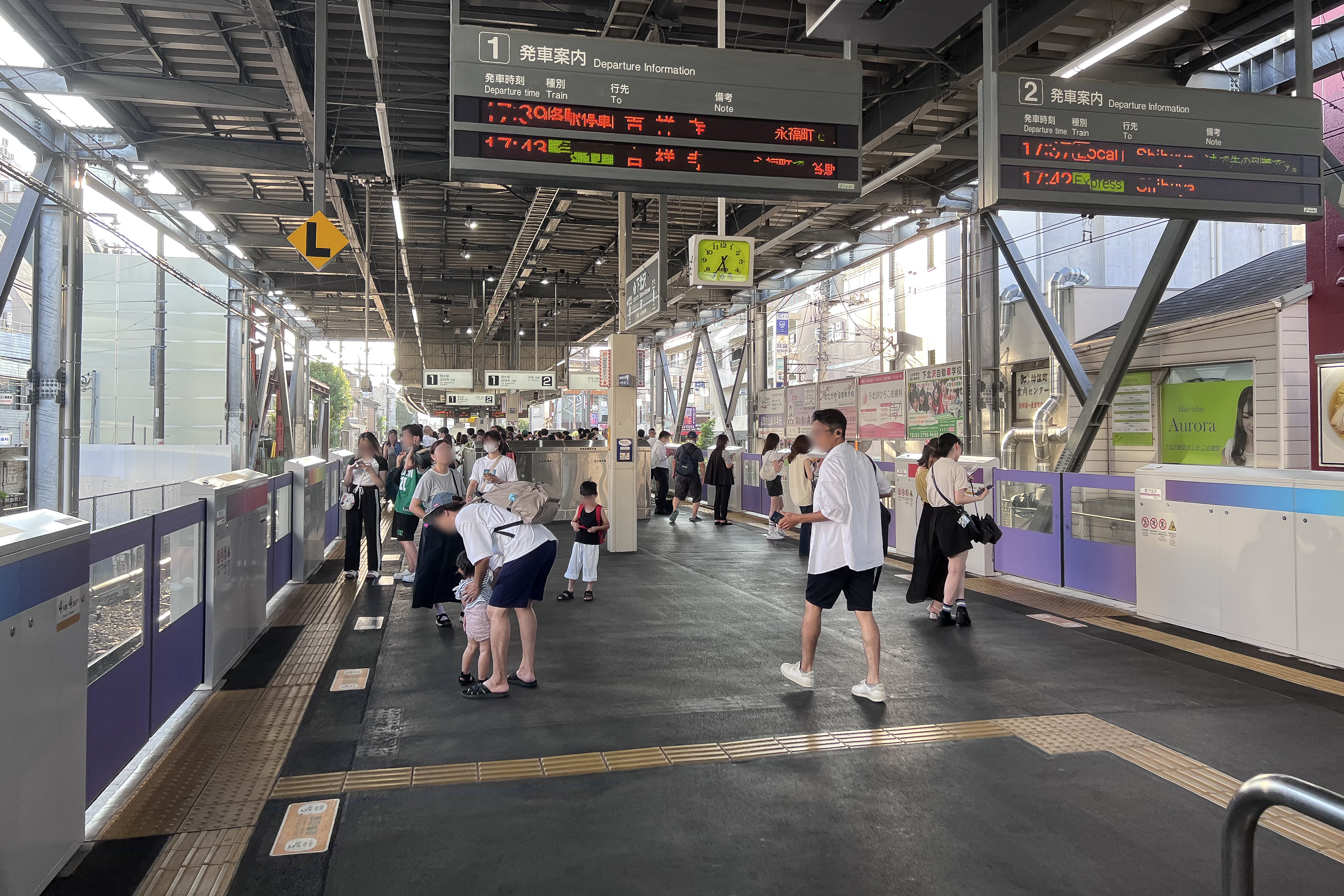
Платформа линии Инокасира

Особенность станции состоит в том что, используются одни и те же турникеты для прохода на линии двух независимых друг от друга операторов. Так произошло, потому что ранее линия Инокасира находилась во владении у компании Odakyu Electric Railway.
Станция расположена в соседстве Симо-Китадзава, популярном среди молодёжи в Токио. В окрестностях станции расположены множество ресторанов и магазинов.
На станции ведутся строительные работы, целью которых является помещение путей линии Одакю в подземные тоннели. Новые сооружения должны разделить пути для скорых поездов и местных поездов. Существующий участок с 4 путями на данный момент заканчивается у станции Умэгаока, его планируется продолжить до станции Ёёги-Уэхара. На станции установлены автоматические платформенные ворота.

## Планировка станции

### Платформы Одакю
2 пути и 2 платформы бокового типа.
| 1 | ■ Линия Одавара | Матида ・ Хон-Ацуги ・ Одавара ・(Hakone-Tozan Railway) Хаконэ-Юмото ・(Линия Тама) Каракида ・(Линия Эносима) Фудзисава ・ Катасэ-Эносима |
| 2 | ■ Линия Одавара | Синдзюку ・(Линия Тиёда) Аясэ ・(Линия Дзёбан) Абико ・ Торидэ                                                                             |

### Платформы Кэйо
2 пути и одна платформа островного типа.
| 1 | ■ Линия Инокасира | Мэйдаймаэ ・ Эйфукутё ・ Кугаяма ・ Китидзёдзи |
| 2 | ■ Линия Инокасира | Сибуя                                          |

## Близлежащие станции
| «                                           |               | Линия                  |               | » |
| Линия Одавара                               | Линия Одавара | Линия Одавара          | Линия Одавара | Линия Одавара |
| ------------------------------------------- | ------------- | ---------------------- | ------------- | --- |
| Хигаси-Китадзава                            |               | Local                  |               | Сэтагая-Дайта |
| Ёёги-Уэхара                                 |               | Sectional Semi-Express |               | Умэгаока |
| Ёёги-Уэхара                                 |               | Semi-Express           |               | Кёдо (Не останавливается с утра в час пик.) Сэйдзёгакуэн-маэ (Останавливается с утра в час пик.)                             |
| Ёёги-Уэхара                                 |               | Express                |               | Кёдо (В дневное время по будням/По выходным) Сэйдзёгакуэн-маэ (По утрам и вечерам в будние дни/ Поезда идущие с линии Тиёда) |
| Ёёги-Уэхара                                 |               | Tama Express           |               | Кёдо |
| Ёёги-Уэхара                                 |               | Rapid Express          |               | Син-Юригаока |
| Ltd. Exp. "Romance Car": не останавливается |               |                        |               | |
| Линия Инокасира                             |               |                        |               | |
| Икэноуэ                                     |               | Local                  |               | Син-Дайта |
| Сибуя                                       |               | Express                |               | Мэйдаймаэ |